# Gocheok Sky Dome
El Gocheok Sky Dome (en hangul: 고척스카이돔; hanja: 高尺----) es un estadio domo de béisbol ubicado en el barrio de Gocheok-dong, Seúl, Corea del Sur. Es el estadio de béisbol donde hace de local el club Nexen Heroes de la Liga de la Organización Coreana de Béisbol (KBO League). El estadio se utiliza principalmente para el béisbol y tiene una capacidad para 16.813 espectadores para los juegos de béisbol.
El estadio reemplazó al Dongdaemun Baseball Stadium y fue inaugurado el 15 de septiembre de 2015. También sirve como sala de conciertos, con una capacidad para unos 25.000 espectadores.

## Historia
En 2017, el Gocheok Sky Dome fue sede de la primera ronda del Clásico Mundial de Béisbol 2017, con la selección anfitriona de Corea del Sur junto a las de Taiwán, Países Bajos e Israel.
En 2019, el estadio fue sede de la ronda inaugural del Grupo C de la WBSC Premier 12 de 2019, compuesto por las selecciones de Corea del Sur, Cuba, Australia y Canadá, y se disputaron un total de seis partidos en el Gocheok Dome. La selección de Corea del Sur avanzó a la súper ronda como líder del grupo con tres victorias en la ronda de clasificación del Grupo C.
En 2020, todos los partidos de postemporada de la KBO League después de la primera ronda se jugaron en el Gocheok Dome. La Serie Coreana de 2021, que también se jugó más tarde debido a la Pandemia de COVID-19, también se llevó a cabo exclusivamente allí.

## Eventos realizados
| Fecha                     | Artista        | Tour/Evento                                        | Asistencia |
| 2015                      | 2015           | 2015                                               | 2015       |
| ------------------------- | -------------- | -------------------------------------------------- | ---------- |
| 10 de octubre             | EXO            | —                                                  | 22,000     |
| 12 de diciembre           | —              | Super Seoul Dream Concert                          | —          |
| 30 de diciembre           | —              | KBS Song Festival                                  | —          |
| 2016                      |                |                                                    |            |
| 12 y 13 de noviembre      | BTS            | BTS 3RD Muster [ARMY.ZIP +]                        | 38,000     |
| 19 de noviembre           | —              | 8.º Melon Music Awards                             | —          |
| 27 de noviembre           | —              | Super Seoul Dream Concert                          | 20,000     |
| 2017                      |                |                                                    |            |
| 7 y 8 de enero            | Big Bang       | 0.TO.10                                            | 64,000     |
| 11 de enero               | Metallica      | WorldWired Tour                                    | 18,000     |
| 18 y 19 de febrero        | BTS            | BTS Live Trilogy. Episode III: The Wings Tour 2017 | 40,000     |
| 10 de junio               | Britney Spears | Britney Spears: Piece of Me Tour                   | 12,000     |
| 7 de agosto               | Wanna One      | Wanna One Premier Show                             | 20,000     |
| 15 de agosto              | Ariana Grande  | Dangerous Woman Tour                               | 20,008     |
| 23 de septiembre          | Sechs Kies     | 20th Anniversary Concert                           | —          |
| 24, 25 y 26 de septiembre | EXO            | EXO Planet 4 ─ The EℓyXiOn                         | 66,000     |
| 2 de diciembre            | —              | 9.º Melon Music Awards                             | —          |
| 8, 9 y 10 de diciembre    | BTS            | BTS Live Trilogy. Episode III: The Wings Tour 2017 | 60,000     |
| 25 de diciembre           | —              | SBS Gayo Daejeon                                   | —          |
| 30 y 31 de diciembre      | Big Bang       | Last Dance Tour                                    | 70,000     |
| 2018                      |                |                                                    |            |
| 13 y 14 de enero          | BTS            | BTS 4th Muster [Memory Cloud]                      | —          |
| 25 de enero               | —              | 27.º Seoul Music Awards                            | —          |
| 6 de abril                | Katy Perry     | Witness: The Tour                                  | —          |
| 1, 2 y 3 de junio         | Wanna One      | Wanna One World Tour - One: The World              | 60,000     |
| 13, 14 y 15 de julio      | EXO            | EXO Planet 4 ─ The EℓyXiOn                         | 66,000     |
| 9 de octubre              | Sam Smith      | The Thrill of It All Tour                          | —          |
| 1 de diciembre            | —              | 10.º Melon Music Awards                            | —          |
| 15 de diciembre           | The Weeknd     | The Weeknd Asia Tour                               | 24,000     |
| 25 de diciembre           | —              | SBS Gayo Daejeon                                   | —          |
| 2019                      |                |                                                    |            |
| 5 y 6 de enero            | —              | 33.º Golden Disk Awards                            | —          |
| 15 de enero               | —              | 28.º Seoul Music Awards                            | —          |
| 24, 25, 26 y 27 de enero  | Wanna One      | Wanna One Final Concert: Therefore                 | 80,000     |
| 27 de febrero             | Maroon 5       | Red Pill Blues Tour                                | —          |
| 27 de agosto              | X1             | X1 Debut Showcase                                  | 20,000     |
| 16 de noviembre           | —              | 2019 V-Live Awards "V HEARTBEAT"                   | —          |
| 30 de noviembre           | —              | 11.º Melon Music Awards                            | —          |
| 8 de diciembre            | U2             | The Joshua Tree Tour 2019                          | 26,522     |
| 2020                      |                |                                                    |            |
| 4 y 5 de enero            | —              | 34.º Golden Disc Awards                            | —          |
| 18 y 19 de enero          | Queen          | The Rhapsody Tour                                  | —          |
| 30 de enero               | —              | 29.º Seoul Music Awards                            | —          |
| 2021                      |                |                                                    |            |
| 17, 18 y 19 de diciembre  | NCT 127        | NCT 127 2nd Tour – NEO CITY: SEOUL "The Link"      | —          |
| 2022                      |                |                                                    |            |
| 8 de enero                | —              | 36.º Golden Disc Awards                            | —          |
| 23 de enero               | —              | 31.º Seoul Music Awards                            | —          |
| 25 y 26 de junio          | Seventeen      | Seventeen 3rd World Tour "Be The Sun"              | 35,000     |
| 2023                      |                |                                                    |            |
| 21 y 22 de julio          | Seventeen      | Seventeen "Follow Tour"                            | 133,000    |
| 16 y 17 de septiembre     | Blackpink      | Born Pink World Tour                               | —          |